# Calvin Muhammad
Calvin Saleem Muhammad (nascido Calvin Vincent Raley; Jacksonville, 10 de dezembro de 1958 – 4 de janeiro de 2023) foi um jogador profissional de futebol americano estadunidense.

## Carreira
Calvin Muhammad foi campeão da temporada de 1983 da National Football League jogando pelo Los Angeles Raiders, cuja denominação atual é  Oakland Raiders.

## Morte
Muhammad morreu no dia 4 de janeiro de 2023, aos 64 anos.